# Droga wojewódzka 413
Die Droga wojewódzka 413 (DW 413) ist eine fünf Kilometer lange Droga wojewódzka (Woiwodschaftsstraße) in der polnischen Woiwodschaft Opole, die Ligota Prószkowska mit Prószków verbindet. Die Strecke liegt im Powiat Opolski.

## Streckenverlauf
Woiwodschaft Opole, Powiat Opolski
-  Ligota Prószkowska (Ellguth Proskau) (DW 414)
- Jaśkowice (Jaschkowitz)
-  Prószków (Prószków) (DW 414, DW 429)